# Arnoglossus macrolophus
Arnoglossus macrolophus es una especie de pez de la familia Bothidae en el orden de los Pleuronectiformes.

## Morfología
• Pueden llegar alcanzar los 13 cm de longitud total.

## Distribución geográfica
Se encuentra desde las  costas del Golfo Pérsico y del Mar Rojo, y pasando por el norte del Océano Índico y el Mar de la China Meridional , hasta Nueva Caledonia, sur de Japón y Australia.